# パパとママがふしあわせでありますように
パパとママがふしあわせでありますように（パパとママがふしあわせでありますように）は、2008年7月7日に公開された日本映画。主演は藤本敏史と山田花子。

## 概要
吉本興業の映画製作プロジェクトであるYOSHIMOTO DIRECTOR'S 100の1作品。

## ストーリー
母（山田花子）の3度目の結婚式の当日。突然、母の気が変わり式場から逃走する。中学生の娘のカナは、偶然現れた父親(藤本敏史)と喧嘩をしながらも車で母を追う。思春期の娘の繊細な眼を通して親子の絆を描く。ハートウォーミングなロードムービー。

## キャスト
- 藤本敏史
- 山田花子
- 世界のナベアツ
- 塚田帆南
- 高橋茂雄
- 佐田正樹

## スタッフ
- 監督・脚本 : 上田大樹
- プロデューサー : 竹本夏絵、相原英雄、長澤克明
- 撮影 : 北澤弘之
- 照明 : 清野俊博
- 録音 : 涌井真也
- 記録 : 安川知里
- 助監督 : 吉村知範
- 制作担当 : 山本利雄
- 制作進行 : 林哲史
- メイク・スタイリスト : KUMI
- 制作協力 : よしもとファンダンゴ、よしもとアール・アンド・シー、プラネットエンターテイメント
- 企画制作 : よしもとクリエイティブ・エージェンシー
- 製作 : 吉本興業